# Bell AH-1 Cobra
Il Bell AH-1 Cobra (denominazione del costruttore Model 209) è un elicottero d'attacco a turbina con rotore a due pale, progettato e costruito negli Stati Uniti d'America dalla Bell Helicopter (ora Bell Helicopter Textron) a partire dagli anni sessanta. Ha in comune il motore, la trasmissione e il rotore con il precedente UH-1 "Huey", tanto da essere a volte chiamato "Hueycobra".
L'AH-1 è stato il componente principale della flotta di elicotteri d'attacco dell'U.S. Army, fino a quando l'esercito statunitense non lo ha sostituito con l'AH-64 Apache. Versioni aggiornate continuano a essere impiegate da altri utilizzatori e le successive versioni bimotore sono ancora in servizio con il corpo dei Marines, per i quali costituiscono il principale modello di elicottero d'attacco.

## Storia

### Origini del requisito
La storia dello sviluppo del Bell AH-1 è strettamente connessa con quella del Bell UH-1, il primo elicottero moderno di successo, introdotto nel 1962 nella guerra in Vietnam e impiegato fino a farne una icona del conflitto. L'UH-1 di fatto rese possibile la dottrina di impiego della "cavalleria dell'aria", teorizzata per la prima volta durante quel conflitto. La dottrina militare americana in quel teatro di operazioni ipotizzava l'impiego di forze estremamente mobili che potessero essere rapidamente dispiegate in tutto il Vietnam. L'esperienza maturata anche durante la precedente guerra di Corea portò a teorizzare che non ci sarebbero state lunghe battaglie per il mantenimento di posizioni, ma, invece, truppe trasportate da flotte di UH-1 Huey avrebbero avuto modo di spostarsi lungo tutto il teatro di guerra, ingaggiando il combattimento in tempi e luoghi di propria scelta. La massiccia espansione della presenza militare americana in Vietnam aprì una nuova era alla guerra aerea. Il fulcro della tattica dell'esercito americano diventò l'impiego degli elicotteri e la protezione di questi mezzi diventò un argomento vitale. Divenne infatti ben presto evidente che elicotteri da trasporto disarmati erano vulnerabili contro il fuoco da terra delle truppe Việt Công e Nord vietnamite, in particolare nelle fasi in cui gli elicotteri si abbassavano nelle zone di atterraggio per consentire l'elisbarco. Senza il supporto di artiglieria o di forze terrestri l'unico modo per rendere sicura una zona di atterraggio sarebbe stato intervenendo dall'aria, preferibilmente con un mezzo aereo in grado anche di ricoprire il ruolo di scorta degli elicotteri durante il volo di trasferimento e con la capacità, nello stesso tempo, di orbitare sulla zona di atterraggio a protezione ed in funzione dell'evolversi della battaglia. Già nel corso del conflitto in Vietnam, man mano che venivano consegnate versioni successive e potenziate degli Huey (UH-1D e UH-1H), gli elicotteri di versioni precedenti venivano trasformati in "cannoniere volanti" armate con mitragliatrici e razzi per l'impiego come scorta armata. Il successo di queste versioni preparò la strada per l'acquisizione di elicotteri progettati appositamente per questo ruolo.

### I predecessori
La Bell aveva cominciato a esplorare la fattibilità di un progetto di elicottero armato sin dai tardi anni cinquanta. L'azienda autofinanziò gli studi e i primi risultati si concretizzarono nel 1958 in un modello denominato D-245 rimasto allo stadio di "mock-up". Nel giugno 1962 venne realizzato il dimostratore D-255 soprannominato "Iroquois Warrior" che venne presentato ai funzionari dell'esercito USA nella speranza di farsi finanziare sviluppi successivi. Il modello presentato era basato sui componenti dinamici dell'UH-1B che venivano installati su una fusoliera biposto in tandem.

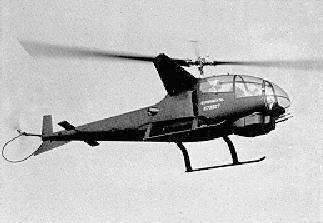
Il Bell Model 207 Sioux Scout

L'armamento era costituito da un lanciagranate sul naso e un pod ventrale con un cannone da 20 mm. Sui lati erano presenti due alette per i lanciatori di razzi o missili Nord SS-10 per impiego contro bersagli corazzati.
L'U.S.Army manifestò interesse per la proposta e firmò con la Bell un contratto di sviluppo nel dicembre 1962. La Bell modificò un Model 47, ottenendo il Model 207 Sioux Scout che volò la prima volta nel luglio 1963. Il Sioux Scout aveva tutte le caratteristiche chiave di un moderno elicottero d'attacco, ovvero i posti di pilotaggio in tandem, le alette esterne per i lanciatori e una torretta sotto il naso. L'esercito statunitense sottopose a valutazioni il Sioux Scout all'inizio del 1964, ma concluse che il modello era troppo piccolo, depotenziato, poco funzionale e protetto per avere un utilizzo pratico.

### Il requisito AAFSS
La soluzione dell'U.S.Army per il superamento delle limitazioni del Sioux Scout fu l'emissione di un requisito esteso a tutti i costruttori di elicotteri per un "Advanced Aerial Fire Support System" (AAFSS). Il requisito AAFSS avrebbe portato alla impostazione del Lockheed AH-56 Cheyenne – un elicottero che si sarebbe rivelato troppo ambizioso, complesso e costoso e che fu cancellato definitivamente alcuni anni più tardi, nel 1972. Il programma Cheyenne contribuì alla messa a punto di nuove tecnologie per gli elicotteri da attacco e dimostrò di essere in grado di produrre alcuni risultati prestazionali di rilievo, ma non fu mai in grado di accreditarsi come un progetto funzionale. Servì però per sottolineare un'importante regola negli elicotteri da combattimento: la sopravvivenza sarebbe stata assicurata da una giusta combinazione di velocità, agilità e armamento.

### Il Model 209 e la soluzione "a interim"

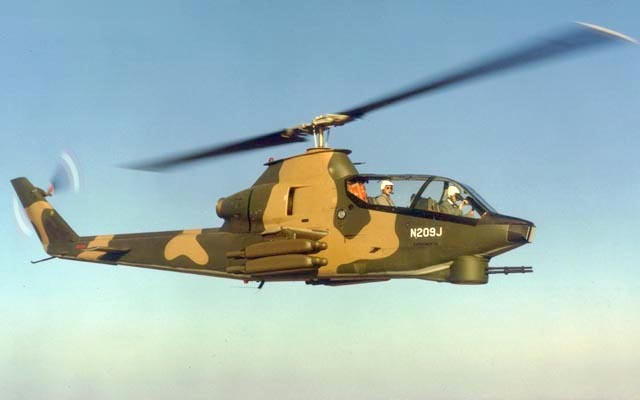
Il Bell 209, prototipo dell'AH-1 Cobra, con carrello a pattino retrattile (FAA no. N209J).

La Bell non fu invitata a partecipare al programma AAFSS e, malgrado l'impegno dell'esercito in quel programma, continuò autonomamente con la propria idea di sviluppo di un elicottero da combattimento più leggero e piccolo di quello di quel requisito. Nel gennaio 1965 la società decise di investire un milione di dollari per sviluppare autonomamente il proprio progetto.

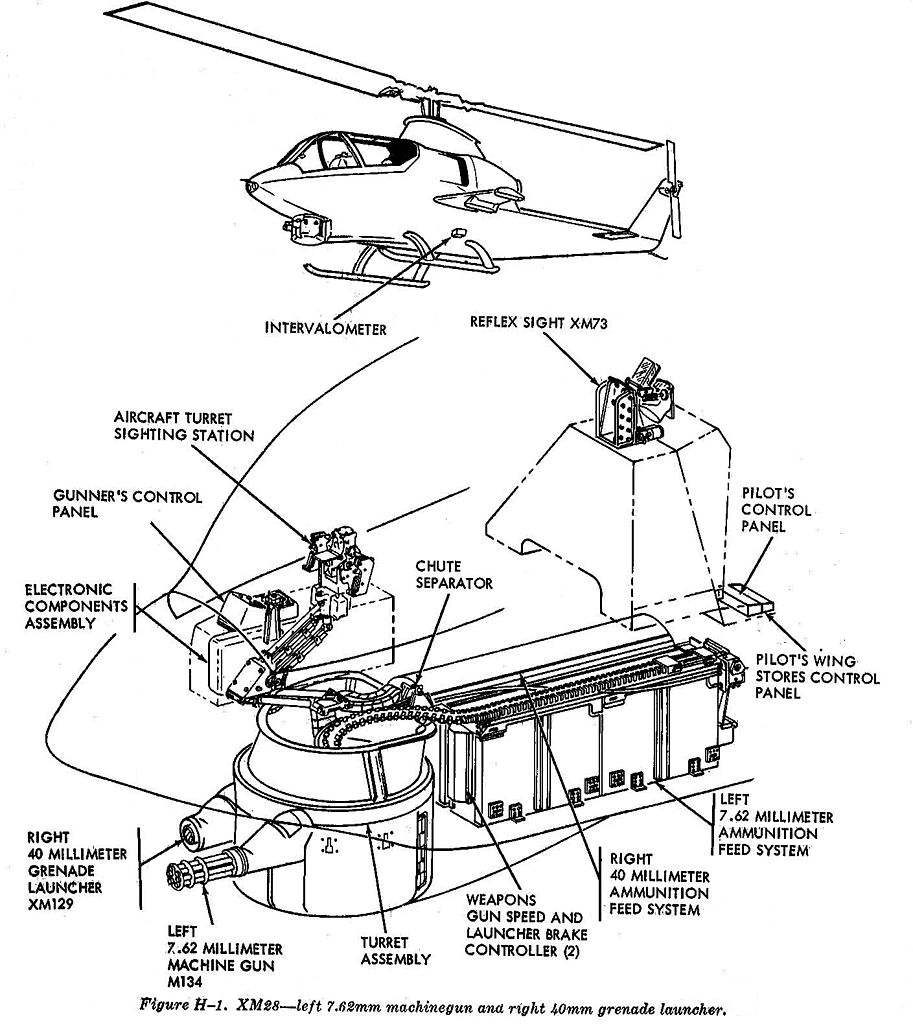
Schema della torretta XM28 in configurazione mista minigun-lanciagranate.

La Bell realizzò quindi il Model 209 riprendendo largamente i concetti delineati con il "mock-up" "Iroquois Warrior".. Per la realizzazione, si utilizzò l'affidabile trasmissione e il sistema rotore "540" dell'UH-1C, il motore a turbina T53 dell'UH-1, più un sistema di autopilota "Stability Control Augmentation System" (SCAS).
Nello stesso tempo, l'evoluzione del conflitto nel Vietnam influiva in favore della rapida adozione di un elicottero armato, in conseguenza dell'aumentare degli attacchi alle truppe americane, che sarebbero arrivate a 50 000 effettivi per la fine del 1965.

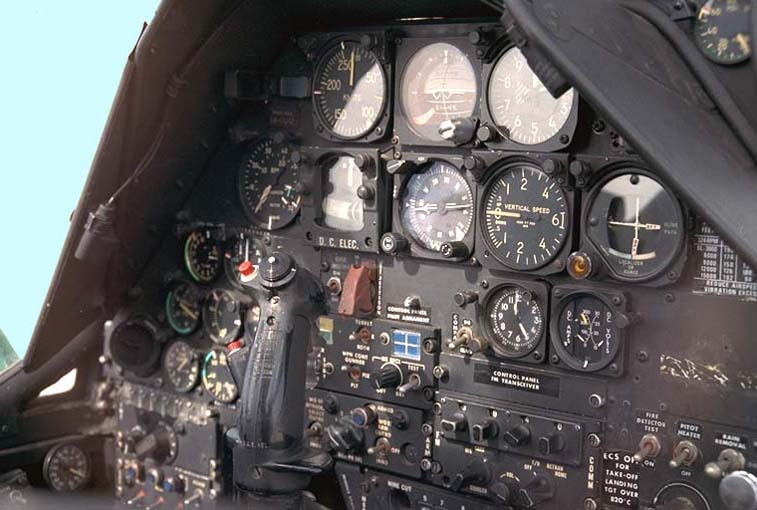
Cockpit della postazione del pilota in un AH-1.

Il 1965 era anche l'anno stabilito per la scelta del progetto a cui affidare il programma AAFSS, ma a causa di difficoltà tecniche e politiche la definizione del programma era bloccata. L'U.S. Army necessitava di una soluzione a "interim" per un elicottero armato e chiese a cinque costruttori di proporre una soluzione rapida. Le proposte furono versioni armate dei Boeing Vertol ACH-47A, Kaman HH-2C Tomahawk, Piasecki Piasecki 16H Pathfinder, Sikorsky S-61 e il Bell 209.
Il 3 settembre 1965 la Bell presentò ufficialmente il suo prototipo e quattro giorni più tardi, effettuò il primo volo a solo otto mesi di distanza dall'inizio dello sviluppo. Nell'aprile 1966, il Model 209 risultò vincitore rispetto agli elicotteri concorrenti per la soluzione "ad interim" e l'esercito americano firmò il primo contratto di produzione per 110 esemplari.
Il dimostratore Bell 209 fu utilizzato per i successivi sei anni per le prove sui sistemi di armamento e sugli altri equipaggiamenti. Fu aggiornato per allinearsi allo standard AH-1 di produzione nei primi anni settanta. Il dimostratore è stato in seguito consegnato al General George Patton Museum a Fort Knox e riconvertito approssimativamente nella sua configurazione originale.

### L'avvio della produzione

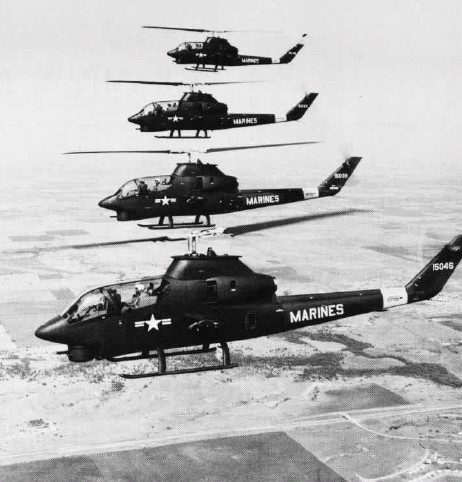
I primi Bell AH-1G Cobra consegnati nell'aprile 1969 all'U.S. Marine Corps. 38 AH-1G furono ceduti dall'U.S. Army ai Marines, prima della consegna della variante AH-1J progettata per soddisfare i requisiti specifici dell'USMC.

Il progetto del Bell 209 fu modificato prima di entrare in produzione di serie. Il carrello a pattino retrattile fu sostituito con uno più semplice e fisso. Venne adottato un rotore a pale più ampie e i modelli in produzione avevano un tettuccio in plexiglas al posto di quello corazzato del 209, che risultò pesante al punto da limitare le prestazioni.

### Impiego operativo con gli Stati Uniti nel Vietnam

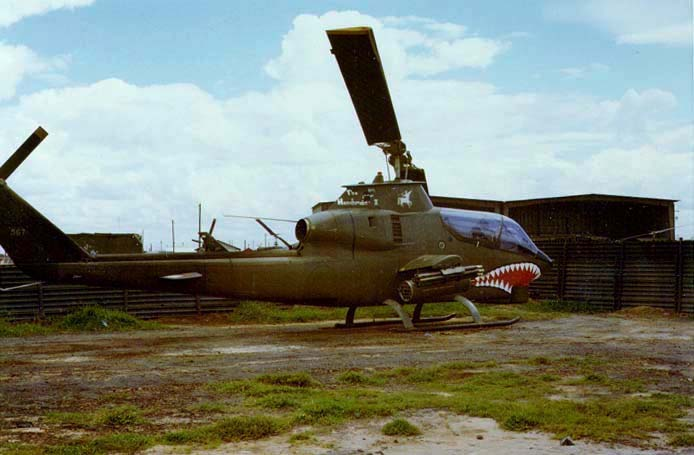
Bell AH-1G in Vietnam

Il primo AH-1G HueyCobra venne consegnato nel giugno 1967. Originariamente designato UH-1H, adottò subito la lettera "A" per attacco" e quando una versione migliorata dell'UH-1D venne chiamata UH-1H, lo HueyCobra divenne l'AH-1G. L'AH-1 venne inizialmente considerato una variante della linea H-1 e, per questo motivo, venne utilizzata la lettera G per la prima variante.
La Bell costruì 1 116 AH-1G per l'esercito americano tra il 1967 e il 1973. I Cobra accumularono oltre un milione di ore di volo operativo in Vietnam.
Gli AH-1 Cobra vennero impiegati durante l'offensiva del Têt del 1968 e fino alla fine della guerra del Vietnam per fornire supporto di fuoco alle forze terrestri, servizio di scorta e altri ruoli, incluso quello di equipaggiare due battaglioni di "artiglieria aerea con razzi" - aerial rocket artillery (ARA) inquadrati nelle divisioni aeromobili. I Cobra formavano anche dei gruppi detti "hunter killer" in coppia con gli elicotteri da avvistamento OH-6A. Un OH-6 volava basso e lento per individuare le forze nemiche: se l'OH-6 attirava il fuoco, interveniva il Cobra colpendo la postazione nemica che si scopriva. Il Cobra era comunque vulnerabile al fuoco di terra e ai vari MANPADS di fabbricazione sovietica, infatti furono persi 277 HueyCobra nell conflitto.

### Impiego in Israele

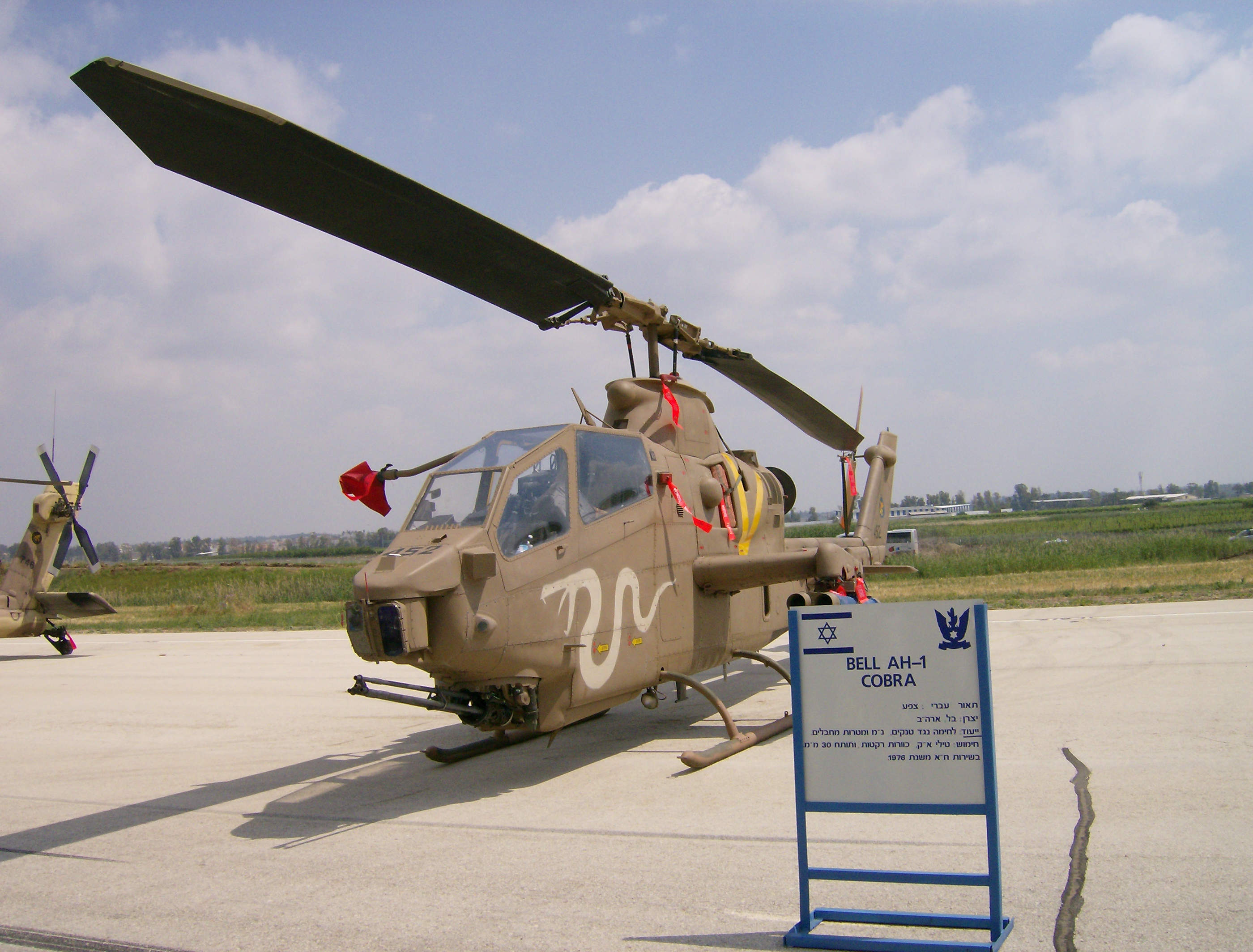
AH-1F Cobra israeliano, rinominato "Tzefa" (צפע), in ebraico sta per vipera.

Sin da metà degli anni settanta il Libano rappresentava il fronte più attivo per Israele. Le caratteristiche uniche dei Cobra unite alla dotazione di armamenti di precisione, rendevano questi elicotteri ottimali per il teatro di operazioni libanese e la IAF li acquisì e cominciò ad utilizzarli con regolarità per oltre 20 anni. Il primo attacco con i Cobra ebbe luogo il 9 maggio 1979 vicino a Tiro. Al tramonto, due AH-1 attraversarono il confine sul Mediterraneo e lanciarono due missili ognuno colpendo gli obiettivi assegnati. I Cobra sono stati utilizzati intensivamente dalla Israeli Air Force nella guerra del Libano del 1982 per distruggere i corazzati e le fortificazioni Siriane. Gli AH-1 distrussero dozzine di mezzi corazzati, compresi alcuni moderni carri armati T-72 di produzione sovietica. I Cobra sono stati molto attivi nelle maggiori operazioni contro Hizbullah, quali l'operazione "Accountability" e "Grapes of Wrath".
Tuttora la Heyl Ha'Avir utilizza i Cobra, rinominati "Tzefa" (צפע), ebraico per vipera, riscuotendo apprezzamenti positivi da parte degli stati maggiori.

### Pakistan
L'Esercito pakistano ha anche utilizzato l'AH-1 come principale elicottero armato durante la metà degli anni settanta, nel corso delle rivolte tribali nella provincia del Belucistan. Le recenti insurrezioni nelle regioni del Waziristan hanno visto AH-1 pakistani impiegati contro i combattenti Talebani e di Al Qaeda e le tribù loro alleate, così come negli scontri susseguenti alle insurrezioni in Baluch sollevate dai armati delle etnie Bugti e Marri comandate da Nawab Akbar Khan Bugti, leader del Balochistan Liberation Army, dalla prima metà degli anni 2000.

### Cessazione dell'impiego con l'U.S.Army
Gli Huey Cobra furono acquisiti anche dall'United States Marine Corps che li utilizzò nelle operazioni durante l'invasione di Grenada nel 1983. Durante la guerra del golfo del 1990-91, i Cobra e i SeaCobra vennero utilizzati in ruoli di supporto. I Marines impiegarono 91 SeaCobras e l'esercito 140 Cobra. Tre AH-1 vennero persi in incidenti durante i combattimenti e dopo il cessate il fuoco. I Cobra statunitensi sono stati impiegati in operazioni per tutti gli anni novanta e alcuni continuano a operare con le forze armate americane, per esempio con i Marines durante la guerra in Iraq.
Lo U.S.Army dismise gli AH-1 nel corso degli anni novanta e ritirò l'AH-1 dal servizio attivo nel marzo del 1999 lasciandolo solo in organico alla riserva. Successivamente l'esercito statunitense ritirò l'AH-1 dalla riserva nel settembre 2001. Gli AH-1 radiati sono stati ceduti ad altre nazioni o al Servizio forestale degli Stati Uniti.

### Impiego nella lotta aerea antincendio
Nel 2003, il Servizio forestale degli Stati Uniti acquisì 25 AH-1F radiati dall'U.S. Army. Gli elicotteri sono stati ridesignati come Bell 209 e sono in corso di conversione alla versione Firewatch Cobra con sensori agli infrarossi e a intensificazione luminosa per il controllo della situazione in tempo reale durante la lotta aerea antincendio. Il dipartimento alle foreste della Florida ha anche acquisito 3 AH-1P dall'U.S. Army. Questi modelli sono chiamati Bell 209 "Firesnakes" e sono equipaggiati con un sistema in grado di lanciare acqua o liquido ritardante.

## Varianti

### Monomotore

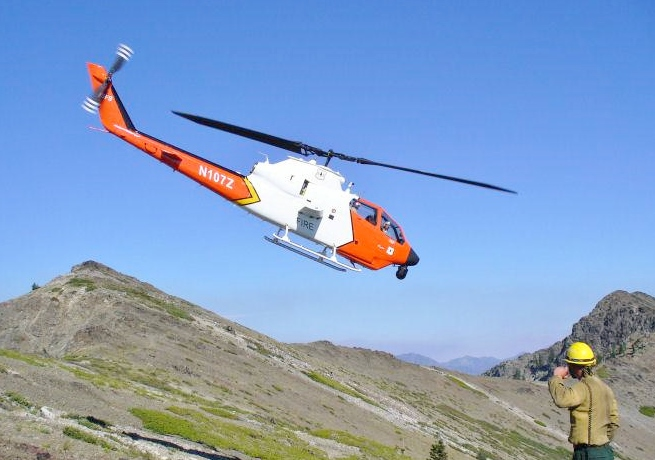
Bell 209 del Servizio forestale degli Stati Uniti in California. Foto USFS.

Bell 209Prototipo originale dell'AH-1G con carrello a pattino retrattile. Questo modello è stato utilizzato anche dalla FAA per la certificazione civile degli AH-1S ex U.S. Army utilizzati per il servizio antincendio.
AH-1G HueyCobra"G" come gunship (cannoniera). Modello iniziale, avviato in produzione a partire dal 1966 per l'esercito americano, equipaggiato con una turbina da 1400 shp Avco Lycoming T53-L-13.
JAH-1G HueyCobraUn elicottero per prove sui sistemi di armamento, compreso il missile Hellfire e un cannone a canne multiple.
TH-1G HueyCobraVersione da addestramento a doppio comando. La differenza principale consiste nell'aggiunta di servocomandi idraulici per la postazione anteriore per pareggiare il vantaggio meccanico normalmente disponibile nella postazione posteriore.
Z.14 HueyCobraDesignazione dell'AH-1G data dalla marina militare spagnola.
YAH-1Q8 AH-1G equipaggiati con la Telescopic Sight Unit (TSU) XM26 e due lanciatori a 4 posti M56 TOW.
AH-1Q HueyCobraVersione equipaggiata con il sistema M65 TOW/Cobra, Telescopic Sight Unit (TSU) M65 e sistema ottico M73. Tutte le versioni successive imbarcheranno la TSU e saranno disponibili con la capacità di sparare il missile TOW.
YAH-1RAH-1G con motore T53-L-703 e senza il sistema TOW.
YAH-1Saggiornamento dell'AH-1Q e del sistema TOW.
AH-1SIl modello di base AH-1S è un AH-1Q aggiornato con un motore T53-L-703 da 1800 shp. L'AH-1S veniva denominato anche "Improved AH-1S", "AH-1S Modified", o "AH-1S(MOD)" prima del 1988. (Prima del 1988, tutte le varianti aggiornate venivano considerate varianti dell'AH-1S.)
AH-1P100 elicotteri prodotti con rotori in materiale composito, glass cockpit e migliorata disposizione della strumentazione per il volo del tipo "nap-of-earth" (NOE) a bassissima quota. L'AH-1P veniva anche chiamato "Production AH-1S", o "AH-1S(PROD)" prima del 1988. Questi aggiornamenti erano considerati lo Step 1 del programma di aggiornamento per gli AH-1S.
AH-1E98 elicotteri prodotti con l'Enhanced Cobra Armament System (ECAS) costituito dal sottosistema M97A1 consistente in un cannone a tre canne M197 da 20 mm. L'AH-1E veniva denominato "Upgunned AH-1S" o "AH-1S(ECAS)" prima del 1988. Questi aggiornamenti erano considerati lo Step 1 del programma di aggiornamento per gli AH-1S. Gli AH-1E non avevano l'M147 Rocket Management Subsystem (RMS) e quindi non erano in grado di utilizzare i razzi da 2.75 pollici.
AH-1F143 elicotteri prodotti e 387 convertiti a partire da AH-1G. L'AH-1F incorpora sia lo Step 1 che lo Step 2 del programma di aggiornamento degli AH-1S e prevedeva inoltre l'installazione del sistema M147 RMS, del sistema M143 Air Data Subsystem (ADS), di un telemetro laser per l'acquisizione di bersagli, un jammer per gli infrarossi installato al di sopra degli scarichi motore e un sistema di abbattimento della traccia infrarossa dei gas di scarico. L'AH-1F veniva anche denominato "Modernized AH-1S", "AH-1S Modernized Cobra", o "AH-1S(MC)" prima del 1988.
Model 249Dimostratore sperimentale con rotore quadripala, motore potenziato e equipaggiamento sperimentale, tra cui il missile Hellfire.
Bell 309 KingCobraVersione sperimentale con motore a turbina Lycoming T-55-L-7C.

### Bimotore
Per le varianti bimotore AH-1J, AH-1T, AH-1W, AH-1Z, vedere Bell AH-1 SuperCobra.

## Utilizzatori

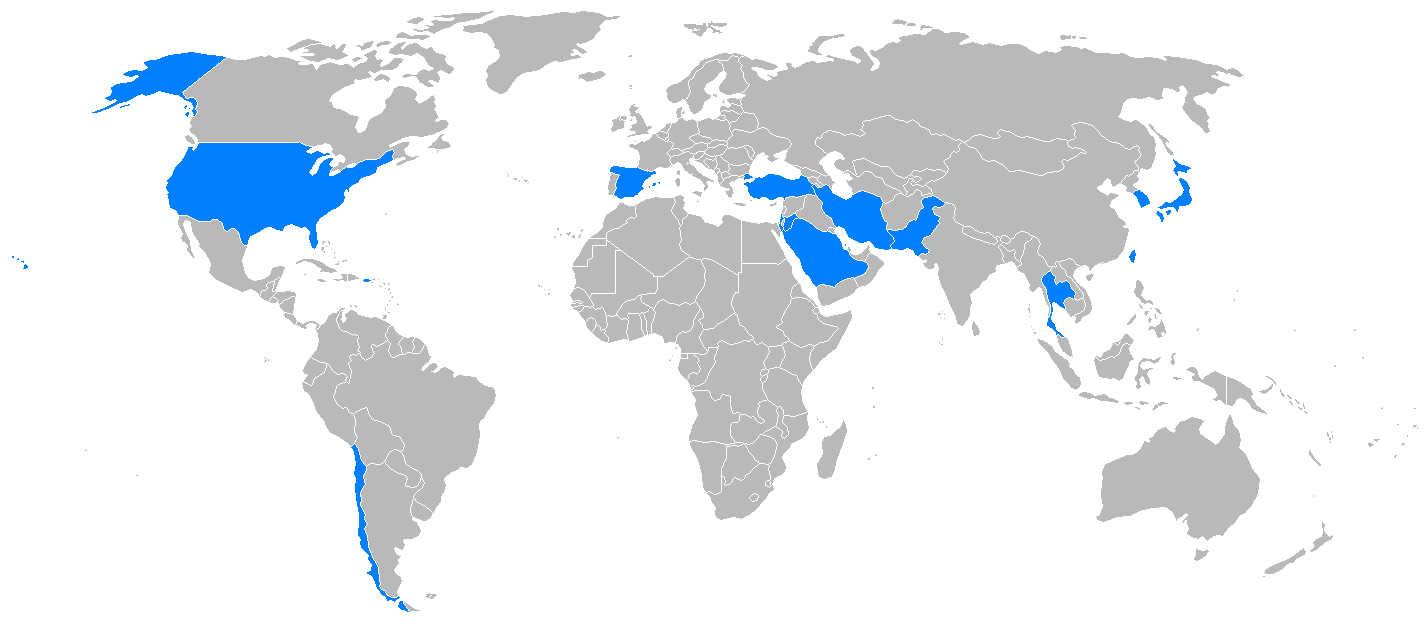
Operatori mondiali dell'AH-1 nelle differenti varianti.

per gli operatori delle versioni bimotore AH-1J, AH-1T, AH-1W, AH-1Z e altre vedi Bell AH-1 SuperCobra

### Operatori attuali

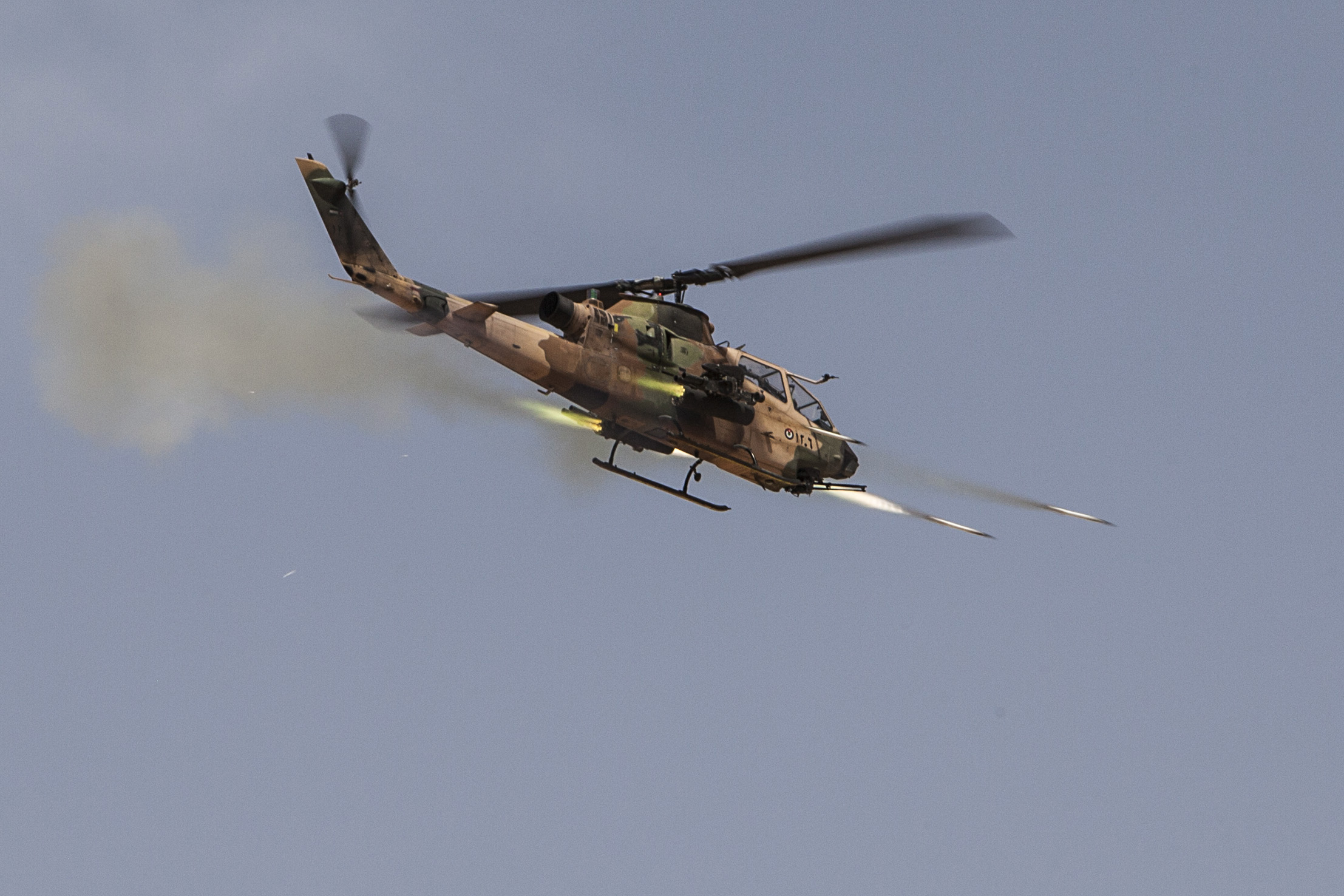
AH-1F della Royal Jordanian Air Force lancia dei razzi.

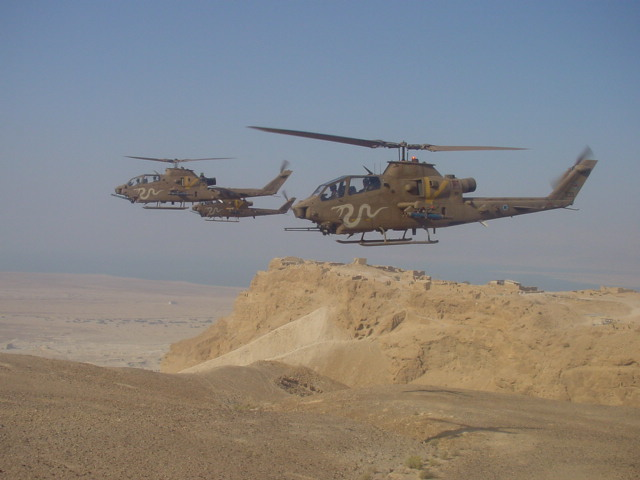
3 AH-1F Cobra sopra Masada

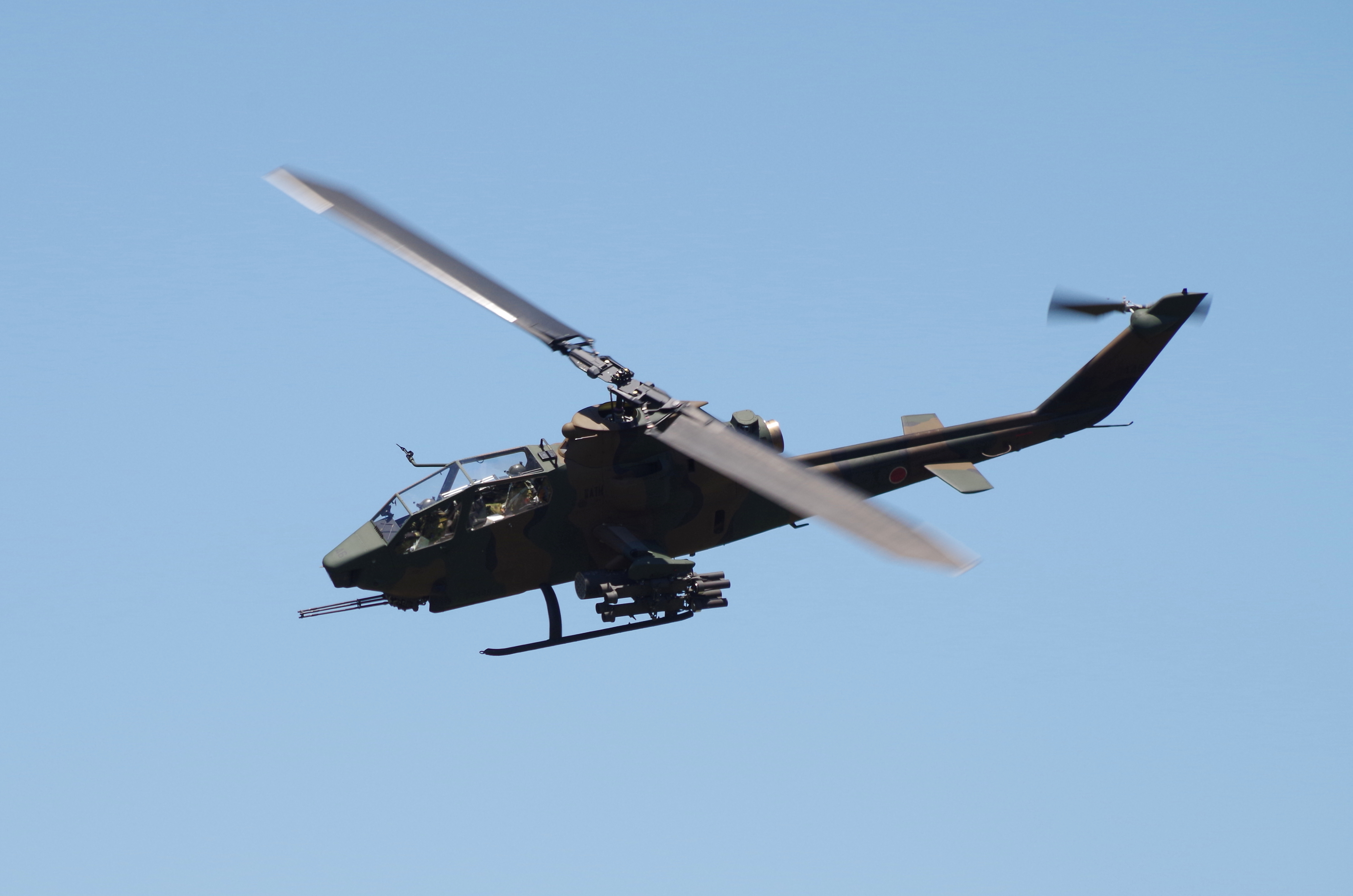
Rikujō Jieitai Fuji AH-1S in volo.

Bahrein
- Royal Bahraini Air Force

14 AH-1E ex US Army e 6 TAH-1P acquisti nel 1995, con questi ultimi configurati per il ruolo di addestramento senza alcuna capacità di trasportare cannoni o armi. Ulteriori 10 AH-1E ricondizionati dall'Esercito americano ricevuti nel 1997, ma rimandati indietro, perché fu riscontrata la loro obsolescenza e ritenuti in cattive condizioni. 12 AH-1F consegnati nel 2002, dotati di apparecchiature agli infrarossi per la visione diurna e notturna (C-NITE), di un computer per il controllo della missione e capacità missilistica filoguidata. Ritirati gli AH-1E (molti utilizzati come fonte di pezzi di ricambio), fu deciso, nel giugno del 2015, di aggiornare i restanti AH-1E ed i 12 AH-1F allo standard AH-1FB. Il contratto per l'aggiornamento fu assegnato alla turca TAI con il quale 17 AH-1F venivano aggiornati con sistemi avionici già operativi sull'elicottero da combattimento turco T129. L'aggiornamento includeva: una torretta elettro/ottica a infrarossi Aselsan ASELFLIR 300T montata sulla parte superiore del muso, due display multifunzione nell'abitacolo anteriore, sistemi per la visione notturna, lanciatori quadrupli per missili a guida laser Roketsan Cirit su entrambi i lati.
vedi anche Bell AH-1Z Viper

 Corea del Sud
- Daehanminguk Yuk-gun

81 AH-1S consegnati a partire dal 1988.
9 AH-1J Sea Cobra in servizio dal 1978 al 2004.
 Giappone
- Japan Ground Self-Defense Force

71 AH-1S consegnati dal 1979. 59 in servizio al giugno 2018.
 Giordania
- Al-Quwwat al-Jawwiyya al-malikiyya al-Urdunniyya

acquisiti 24 AH-1S e 9 AH-1F. Nel 2015 risultano in servizio 49 tra AH-1S AH-1F, che comprendono 16 esemplari di AH-1F acquistati da Israele di seconda mano. Al maggio 2018 ne risultano in servizio 27 AH-1F, 12 dei quali sono stati inviati negli Stati Uniti dove riceveranno un aggiornamento al cockpit, all'avionica ed all'armamento. 2 dei 15 esemplari non aggiornati saranno ceduti all'Aviazione Filippina come i 3 ceduti all'Aviazione del Kenya.
 Israele
- Heyl Ha'Avir

39 AH-1 "Tzefa" צפע ("Viper"), suddivisi tra varianti S, F e G.16 esemplari della versione F sono stati ceduti alla Giordania nel 2015.
 Kenya
- Kenya Air Force

3 AH-1F ex giordani consegnati, inizio consegne a maggio 2017, non si conosce il numero esatto in organico, ma alcune foto satellitari dicono che sono 3 a dicembre 2017. All'aprile 2022 dovrebbero essere 6 gli esemplari ordinati e 3 quelli in servizio.
 Nigeria
- Nigerian Air Force

vedi Bell AH-1Z Viper
 Pakistan
- Pakistan Army Aviation Corps

54 AH-1S consegnati a partire dal 1984. Dei 48 ancora in organico al gennaio 2021, circa 40 sono ancora in condizioni di volo, mentre gli altri vengono cannibalizzati per ricavarne parti di ricambio.
vedi anche Bell AH-1Z Viper
 Thailandia
- Kongthap Bok Thai

8 AH-1F ricevuti dal 1980.
 Turchia
- Türk Kara Kuvvetleri

20 AH-1P ricevuti nel 1993, 12 AH-1S il 5 marzo 1995 e 4 TAH-1P da addestramento il 29 marzo 1995.
vedi anche Bell AH-1 SuperCobra
 Stati Uniti
- Servizio forestale degli Stati Uniti

25 AH-1F, convertiti allo standard Bell 209 Firewatch Cobra
- Florida Department of Forestry

3 AH-1P, convertiti nella versione Bell 209 "Firesnakes"

### Operatori passati
Filippine
- Hukbong Himpapawid ng Pilipinas

2 AH-1F ex aviazione giordana ordinati a maggio 2018. Sono stati consegnati a fine novembre 2019. Ritirati definitivamente dal servizio il 28 dicembre 2024.
 Spagna
- Armada Española

8 AH-1G in servizio dal 1973 al 1984.
 Stati Uniti
- United States Army - sostituiti con gli AH-64 Apache.
- United States Customs Service - utilizzò un piccolo numero di AH-1G tra il 1981 e il 1986.
- United States Marine Corps - AH-1G prima dei ricevere gli AH-1J bimotore.

## Elicotteri comparabili
Giappone
- Kawasaki OH-1

 Italia
- AgustaWestland AW129